# Juniperus squamata 'Blue Star'
Juniperus squamata 'Вlue Star' — карликовый, медленно растущий сорт можжевельника чешуйчатого. Используется в качестве декоративного садового растения. Один из наиболее красивых низких сортов можжевельников. Посаженный большими группами позволяет создать гладкий голубоватый ковёр. Используется для укрепления склонов и берегов водоёмов, а также для посадок в альпинарях и рокариях.

## Происхождение
Побеговая мутация Juniperus squamata 'Meyeri', обнаруженная в Голландии (питомник Gebr. Hoogeveen, Reeuwijk), в 1950 году. Сорт широко представлен на рынке с 1964 года.

## Биологическое описание
Низкий, распростёртый кустарник с кроной полусферической формы, высотой до 60 см, шириной до 150 см. В отличие от 'Meyeri' ветвей-лидеров не развивается.
Хвоя серебристо-голубая с белыми полосками.

## Агротехника

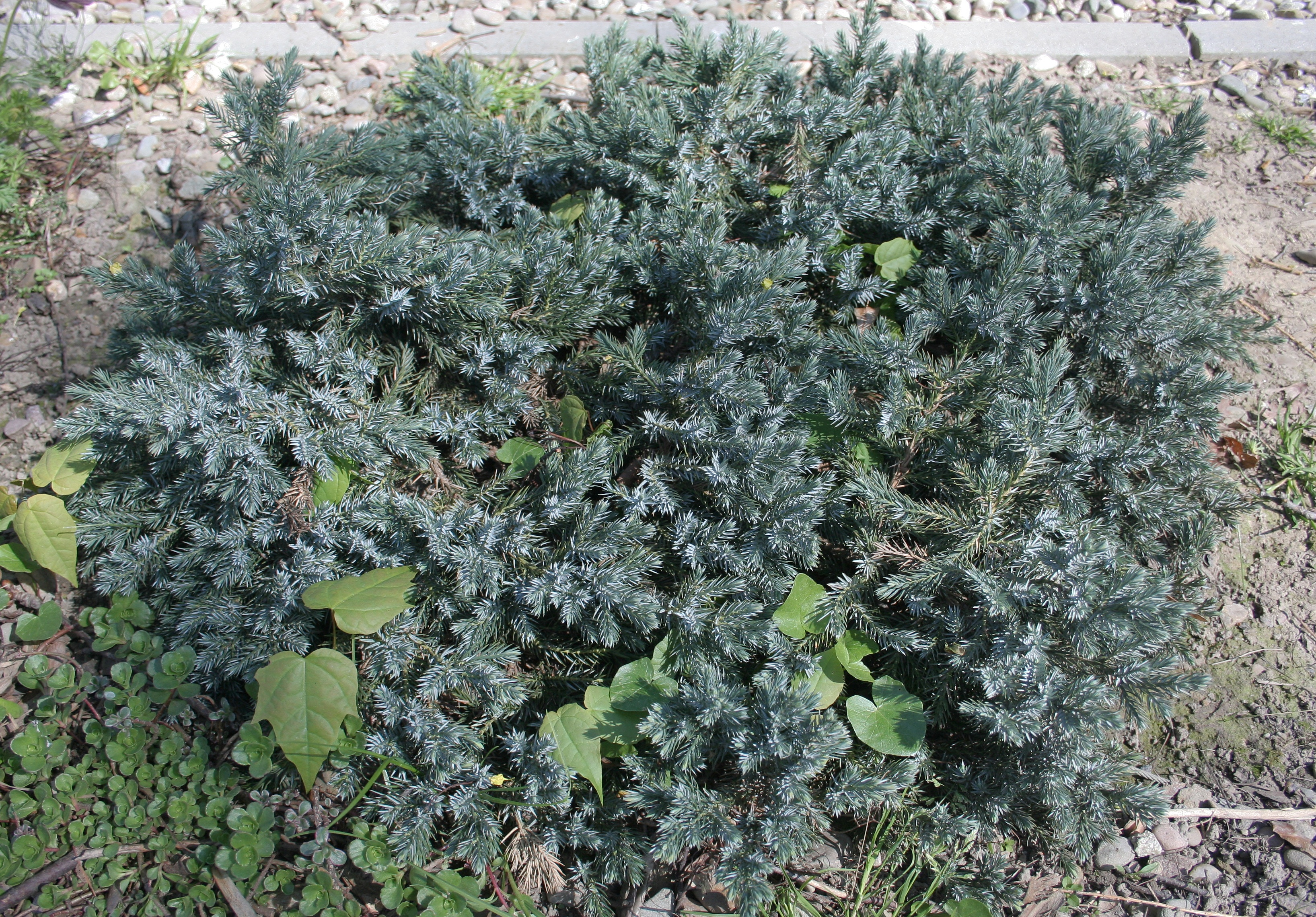

Зоны морозостойкости: 5—8, согласно другому источнику 4—8.
К почвам не требователен. Засухоустойчив. Рекомендуется посадка на хорошо освещённых местах.
Размножается черенками летом. Для укоренения требуется нижний подогрев и высокая влажность воздуха.
Вредители: паутинные клещи, тля.